# Marasmius delicatus
Marasmius delicatus är en svampart som först beskrevs av G. Stev., och fick sitt nu gällande namn av E. Horak 1971. Marasmius delicatus ingår i släktet Marasmius och familjen Marasmiaceae.   Inga underarter finns listade i Catalogue of Life.